# Igor Mazin
Igor I. Mazin ist ein russisch-US-amerikanischer theoretischer Festkörperphysiker.
Mazin erhielt 1977 ein Diplom am Moskauer Institut für Stahl und Legierungen und wurde 1984 am Lebedew-Institut  in Moskau promoviert. Danach war er dort in der Theorieabteilung, am Max-Planck-Institut für Festkörperforschung in Stuttgart und an der Carnegie Institution in Washington D.C. tätig. Seit 1996 war er am Naval Research Laboratory in Washington D.C. und 2019 wurde er Professor an der George Mason University.
Er forscht zu supraleitenden und magnetischen Materialien mit dem Schwerpunkt auf first principle Berechnungen realer Materialien und ist bekannt für seine Beiträge zur Aufklärung der Supraleitung in MgB2 und Eisen-basierten Supraleitern.
1989 erhielt er den Staatspreis für junge Wissenschaftler der UdSSR. Er ist  Fellow der American Physical Society (1997). 2018 erhielt er den Heraeus Research Award und den John Bardeen Prize  für einflussreiche und fundamentale theoretische Beiträge zu einer breiten Klasse von Multi-Orbit-Supraleitern wie MgB2 und Eisen-basierte Verbindungen (Laudatio).
Mazin ist im Herausgebergremium von Physical Review B.

## Schriften (Auswahl)
- mit D. J. Singh: Ferromagnetic spin fluctuation induced superconductivity in Sr 2 RuO 4, Phys. Rev. Lett., Band 79, 1997, S. 733
- mi R. E. Cohen, D. G. Isaak: Magnetic collapse in transition metal oxides at high pressure: Implications for the Earth, Science, Band 275, 1997, S. 654–657
- mit D. J. Singh: Electronic structure and magnetism in Ru-based perovskites, Phys. Rev. B, Band 56, 1997, S. 2556
- How to define and calculate the degree of spin polarization in ferromagnets, Phys. Rev. Lett., Band 83, 1999, S. 1427
- mit  A. Y. Liu, J. Kortus: Beyond Eliashberg superconductivity in MgB2: anharmonicity, two-phonon scattering, and multiple gaps, Phys. Rev. Lett., Band 87, 2001, S.  87005
- mit J. Kortus, K. D. Belashchenko, V. P. Antropov, L. L. Boyer: Superconductivity of Metallic Boron in MgB2, Phys. Rev. Lett., Band 86, 2001, S. 4656
- mit O. K. Anderson u. a.: Superconductivity in MgB2: Clean or Dirty ?, Phys. Rev. Lett., Band 89, 2002, S. 107002
- mit D.J. Singh, M.D. Johannes, M.H. Du: Unconventional superconductivity with a sign-reversal of the order parameter in LaFeAsO1-xFx, Phys. Rev. Lett., Band 101, 2008, S. 057003
- mit M. D. Johannes: Fermi surface nesting and the origin of charge density waves in metals, Phys. Rev. B, Band 77, 2008, S. 165135
- mit M. D. Johannes, L. Boeri, K. Koepernik, D. J. Singh: Problems with reconciling density functional theory calculations with experiment in ferropnictides, Phys. Rev. B, Band 78, 2008, S. 085104
- mit M. D. Johannes: A key role for unusual spin dynamics in ferropnictides, Nature Physics, Band 5, 2009, S. 141–145
- mit Jörg Schmalian: Pairing symmetry and pairing state in ferropnictides: Theoretical overview, Physica C, Superconductivity, Band 469, 2009, S. 614–627
- Superconductivity gets an iron boost, Nature, Band 464, 2010, S. 183
- mit P. J. Hirschfeld, M.M. Korshunov: Gap symmetry and structure of Fe-based superconductors, Reports on Progress in Physics, Band 74, 2011, S. 124508
- mit S. K. Choi u. a.: Spin Waves and Revised Crystal Structure of Honeycomb Iridate Na2IrO3, Phys. Rev. Lett., Band 108, 2012, S. 127204
- Why band theorists have been so successful in explaining and predicting novel superconductors?, J. Phys. Cond. Mat., Band 31, 2019,S. 174001, Arxiv